# Walter Ullmann (Historiker)
Walter Ullmann (* 29. November 1910 in Pulkau, Österreich-Ungarn; † 18. Jänner 1983 in Cambridge) war ein britischer Historiker österreichischer Herkunft.

Walter Ullmann war ein Sohn des Arztes Rudolf Ullmann und der Leopoldine Apfelthaler. Er besuchte das altsprachliche Gymnasium in Horn und begann nach der Matura ein Studium der Rechtswissenschaft in Wien und danach Innsbruck. Im Jahr 1934 wurde er in Innsbruck promoviert. Anschließend war er mehrere Jahre am Gericht in Korneuburg tätig. Der Anschluss Österreichs Anfang 1938 verhinderte seine Habilitation mit dem Titel Das Wesen der strafbaren Schuld. Im März 1938 floh Ullmann nach England. Er erhielt eine Stelle als Lehrkraft an einer katholischen Internatsschule in Leicestershire. 1940 meldete er sich als Kriegsfreiwilliger. Ullmann wurde bei der Pioniertruppe eingesetzt, wo er allerdings drei Jahre später aus gesundheitlichen Gründen ausgemustert wurde. Nach dem Krieg wurde er Lecturer in Leeds und an der University of Cambridge 1949 Lecturer sowie seit 1959 Fellow des Trinity College. 1972 wurde er in Cambridge Professor für mittelalterliche Geschichte. Schüler Ullmanns waren Antony J. Black, Alan B. Cobban, Charles Duggan, John Thomas Gilchrist, Peter Lineham, Janet L. Nelson, Brian Tierney, Rosamond McKitterick und Michael Wilks.
Ullmann beschäftigte sich vor allem mit der mittelalterlichen Ideengeschichte und der Geschichte des Papsttums des Mittelalters. Sein erfolgreichstes Buch war The Growth of Papal Government in the Middle Ages, welches die Beziehung zwischen weltlicher und kirchlicher Gewalt im Mittelalter behandelt. Die Universität Innsbruck verlieh ihm die Ehrendoktorwürde in Staatswissenschaften. 1968 wurde er zum Mitglied der British Academy gewählt. Seit 1977 war er korrespondierendes Mitglied der Bayerischen Akademie der Wissenschaften.
Ullmann heiratete 1940 Mary Finnemore Knapp, sie hatten zwei Söhne. Im Jahr 2023 wurde an seinem Geburtshaus in Pulkau eine Gedenktafel enthüllt.

## Schriften (Auswahl)
- The Medieval Idea of Law as Represented by Lucas de Penna: A Study in Fourteenth-Century Legal Scholarship. Methuen, London 1946
- The Growth of Papal Government in the Middle Ages: A study in the ideological relation of clerical to lay power. Methuen, London 1955
  - Die Machtstellung des Papsttums im Mittelalter. Idee und Geschichte. Übersetzung Gerlinde Möser-Mersky. Styria, Graz 1960
- A history of political thought. The middle ages (= Pelican books. Bd. 778). Penguin Books, Harmondsworth 1965.
- The Carolingian Renaissance and the idea of kingship. Methuen, London 1969, ISBN 0-416-11770-8.
- Gelasius I. (492–496). Das Papsttum an der Wende der Spätantike zum Mittelalter (= Päpste und Papsttum. Bd. 18). Hiersemann, Stuttgart 1981, ISBN 3-7772-8135-2.